# Vingar över Spanien
Vingar över Spanien (franska: Espoir, sierra de Teruel) är en fransk-spansk krigsfilm från 1945 i regi av André Malraux.
Filmen baseras på en Malraux' roman L'Espoir och utspelas under spanska inbördeskriget.

## Utmärkelser
Filmen vann Louis Delluc-priset 1945.

## Rollista i urval
- Nicolás Rodríguez - García
- Andrés Mejuto - kapten Muñoz
- José Santpere Pei - kommendant Peña
- Julio Peña - Attignies
- Serafín Ferro - Saidi
- Pedro Codina - kapten Schreiner
- José María Lado - bonden
- Miguel del Castillo - Gonzalez